# Nemici per la pelle (serie televisiva)
Nemici per la pelle è stata una serie televisiva interpretata da Renato Rascel e Giuditta Saltarini, diretta da Kikka Mauri Cerrato e trasmessa da Rai Due per una stagione e cinque episodi dal 16 novembre 1980 al 4 gennaio 1981. È considerata una delle prime sitcom prodotte in Italia.

## Trama
Vicissitudini di una famiglia composta da un padre e una madre che si autodefiniscono una "coppia perfetta" e non perdono occasione per discutere e battibeccare (tanto da essere definiti "Nemici per la pelle" come da titolo), da un figlio adolescente e da sei bambini.

## Sigle
La sigla di apertura della sitcom è Nemici per la pelle; la sigla di chiusura è Pillole pillole, cantate da Renato Rascel e Giuditta Saltarini ed entrambe pubblicate su 45 giri.

## Episodi
| Nº | Titolo                    | Prima TV         |
| -- | ------------------------- | ---------------- |
| 1  | Una coppia perfetta       | 16 novembre 1980 |
| 2  | Per un grappolo d'uva     | 30 novembre 1980 |
| 3  | L'erba del vicino         | 14 dicembre 1980 |
| 4  | Un'ortensia di nome Maria | 28 dicembre 1980 |
| 5  | L'elemento sorpresa       | 4 gennaio 1981   |